# Britney Spears: In the Zone
Britney Spears: In the Zone é o quinto álbum de vídeo e primeiro extended play (EP) da artista norte-americana Britney Spears, lançado em 24 de fevereiro de 2004 pela Jive Records, acompanhando seu quarto álbum de estúdio In the Zone (2003).
O vídeo contém a apresentação do especial Britney Spears: In the Zone, exibida pela ABC em outubro de 2003, e imagens de apresentações ao vivo para promover o álbum. O álbum também inclui os videoclipes de "Me Against the Music" e "Toxic", e de seus respectivos episódios da série Making the Video, da MTV, além de material inédito, como diversas novas canções.
Britney Spears: In the Zone  recebeu críticas positivas pelos críticos de música, com uma descrevendo-o como "recomendado para os fãs". o álbum recebeu certificado duplo de platina pela Recording Industry Association of America (RIAA), pela venda de 200 mil cópias nos Estados Unidos. O álbum também recebeu certificado de platina na Argentina e na França, e de ouro na Austrália e no Brasil.

## Antecedentes
Em novembro de 2003, foi anunciado através da Billboard que Spears planejava lançar DVD em meados de março de 2004, com imagens inéditas. Em 26 de fevereiro de 2004, a MTV relatou que o DVD era concentrado principalmente nas performances ao vivo para promover o álbum In the Zone, bem como suas apresentações de "Me Against the Music" e "(I Got That) Boom Boom" no TRL e a aparição surpresa de meia hora no Rain Nightclub, no Palms Casino Resort. O DVD também inclui Britney Spears: In the Zone, um concerto especial feito por Spears exibido na ABC em 17 de novembro de 2003. Filmado no Gotham Hall, em Nova York, em outubro de 2003, o show contou com as configurações do palco evocando o musical Cabaret. O DVD também inclui os vídeos de "Me Against the Music" e "Toxic" com seus respectivos episódios da série Making the Video, exibida pela MTV desde 11 de Julho de 1999. A edição norte-americana inclui ainda duas faixas bônus: "Don't Hang Up" e "The Answer". Outras edições do vídeo incluem ainda "I've Just Begun (Having My Fun)" - que mais tarde seria incluída na primeira compilação de Spears, Greatest Hits: My Prerogative - e "Girls and Boys".
Também estão incluídos no DVD uma galeria de fotos e uma entrevista adicional. O tempo aproximado da duração do DVD é 95 minutos. O formato em que a apresentação é exibida é 1.33.1, e o vídeo de "Me Against the Music" é exibido no formato letterbox. O lançamento do DVD havia sido programado para estrear no dia 23 de março de 2004, mas logo depois foi adiado para o dia 6 de abril de 2004. O DVD também foi relançado em formato de DualDisc acompanhado pelo álbum In the Zone, e inclui um vídeo promocional para a canção "Chris Cox Megamix".
De acordo com material promocional, uma canção intitulada "(Tell Me) What You're Sippin' On", originalmente gravada durante as sessões de In the Zone, seria uma das faixas presentes no CD bônus, porém foi posteriormente descartada. Spears mais tarde reconsiderou novamente a canção, incluindo vocais do rapper AC para seu quinto álbum de estúdio, Blackout (2007), com uma revisão da música feita pelo DJ Boother, que disse: "Sobre a eventual inclusão do álbum ainda-a-ser-intitulado Comeback (em novembro desse ano), Spears tem ligado para o produtor Christopher "Tricky" Stewart para a música "Sippin' On".  A faixa mid-tempo tem o mesmo padrão de bateria familiar como "I Can", de Nas; Exceto aqui, a letra da canção foi substituída por sensualidade. Afinal, venha a versão final da canção da Britney fazer uma alma 'bater palmas'". Outros comentários observaram uma influência de Janet Jackson em "Sippin' On". Esta versão vazou a partir de um demo do CD Blackout, enquanto o original que se destinava a "In the Zone" surgiu em setembro de 2011. A canção, uma faixa mid-tempoR&B, foi produzida por Christopher Stewart e co-escrita por Britney Spears.

## Recepção da crítica
Aaron Beierle, da DVD Talk, destacou o concerto especial, mas também falou sobre as entrevistas e as filmagens: "São claramente voltadas para a promoção do álbum, e ao mesmo tempo que alcançou esse objetivo, eles quebram o ritmo do concerto terrivelmente". Beierle também resumiu sua crítica dizendo: In the Zone não decepciona um pouco com o áudio, mas a qualidade do vídeo é boa. Recomendado para os fãs". A Allmusic deu para o vídeo uma classificação de três estrelas de um total de cinco.

## Lista de faixas
| Britney Spears: In the Zone – ABC Television Special |                                                         | |         |  |
| N.º                                                  | Título                                                  | Compositor(es)                                                                                                | Duração |  |
| 1.                                                   | "Toxic"                                                 | Cathy Dennis Christian Karlsson Pontus Winnberg Henrik Jonback                                                | 4:16    |  |
| 2.                                                   | "All Grown Up"                                          | | 1:36    |  |
| 3.                                                   | "Breathe On Me"                                         | Stephen Lee Steve Anderson Lisa Greene                                                                        | 3:58    |  |
| 4.                                                   | "Taking Control"                                        | | 0:55    |  |
| 5.                                                   | "Boys" / "I'm a Slave 4 U"                              | Chad Hugo Pharrell Williams                                                                                   | 2:20    |  |
| 6.                                                   | "Family"                                                | | 1:49    |  |
| 7.                                                   | "Inner Circle"                                          | | 1:50    |  |
| 8.                                                   | "(I Got That) Boom Boom" (com part. de Ying Yang Twins) | Roy "Royalty" Hamilton Chyna Royal Deongelo Holmes Eric Jackson                                               | 4:05    |  |
| 9.                                                   | "The Public Eye"                                        | | 2:00    |  |
| 10.                                                  | "Little Girl... Big Dreams"                             | | 1:39    |  |
| 11.                                                  | "Love & Heartbreak"                                     | | 0:46    |  |
| 12.                                                  | "Everytime"                                             | Britney Spears Annet Artani                                                                                   | 4:03    |  |
| 13.                                                  | "A Ride in the Park"                                    | | 1:57    |  |
| 14.                                                  | "Britney Spears In the Zone"                            | | 0:44    |  |
| 15.                                                  | "...Baby One More Time"                                 | Max Martin | 2:26    |  |
| 16.                                                  | "Woman of the Year"                                     | | 0:51    |  |
| 17.                                                  | "The Kiss"                                              | | 1:20    |  |
| 18.                                                  | "Me Against the Music"                                  | Spears Madonna Christopher "Tricky" Stewart Thabiso "Tab" Nkhereanye Penelope Magnet Terius Nash Gary O'Brien | 4:20    |  |
| Duração total:                                       | Duração total:                                          | Duração total:                                                                                                | 47:55   |  |

| Britney Spears: In the Zone – MTV's TRL Times Square Performance |                                                         | |         |  |
| N.º                                                              | Título                                                  | Compositor(es) | Duração |  |
| 19.                                                              | "Me Against the Music" (com part. de Madonna)           | Britney Spears Madonna Christopher "Tricky" Stewart Thabiso "Tab" Nkhereanye Penelope Magnet Terius Nash Gary O'Brien | 4:08    |  |
| 20.                                                              | "(I Got That) Boom Boom" (com part. de Ying Yang Twins) | Roy "Royalty" Hamilton Chyna Royal Deongelo Holmes Eric Jackson                                                       | 4:15    |  |
| Duração total:                                                   | Duração total:                                          | Duração total: | 8:23    |  |

| Britney Spears: In the Zone – Videos |                                                          | |                |         |  |
| N.º                                  | Título                                                   | Compositor(es) | Diretor(es)    | Duração |  |
| 22.                                  | "Me Against the Music" (videoclipe com part. de Madonna) | Britney Spears Madonna Christopher "Tricky" Stewart Thabiso "Tab" Nkhereanye Penelope Magnet Terius Nash Gary O'Brien | Paul Hunter    | 4:02    |  |
| 23.                                  | "Toxic" (MTV's Making the Video)                         | Cathy Dennis Christian Karlsson Pontus Winnberg Henrik Jonback                                                        |                | 17:21   |  |
| 24.                                  | "Toxic" (videoclipe)                                     | | Joseph Kahn    | 3:32    |  |
| Duração total:                       | Duração total:                                           | Duração total: | Duração total: | 24:55   |  |

| Britney Spears: In the Zone – Bonus Features |                                                       |         |  |
| N.º                                          | Título                                                | Duração |  |
| 25.                                          | "In the Personal Zone: Exclusive Exclusive Interview" | 5:47    |  |
| 26.                                          | "Photo Gallery"                                       | 1:24    |  |
| Duração total:                               | Duração total:                                        | 7:11    |  |

| Britney Spears: In the Zone – CD de música bônus exclusivo versão norte-americana |                                                      | |                                 |         |  |
| N.º                                                                               | Título                                               | Compositor(es)                                                                                                | Produtor(es)                    | Duração |  |
| 1.                                                                                | "Don't Hang Up"                                      | Britney Spears Brian Kierulf Josh Schwartz                                                                    | Kierulf Schwartz                | 4:02    |  |
| 2.                                                                                | "The Answer"                                         | Ryan Leslie Sean "P. Diddy" Combs                                                                             | Combs Leslie                    | 3:54    |  |
| 3.                                                                                | "Toxic" (Lenny Bertoldo Radio Mix)                   | Cathy Dennis Karlsson Winnberg Jonback                                                                        | Bloodshy & Avant Lenny Bertoldo | 3:32    |  |
| 4.                                                                                | "Me Against the Music" (Bloodshy & Avant's Chix Mix) | Spears Madonna Christopher "Tricky" Stewart Thabiso "Tab" Nkhereanye Penelope Magnet Terius Nash Gary O'Brien | Bloodshy & Avant                | 5:16    |  |
| Duração total:                                                                    | Duração total:                                       | Duração total:                                                                                                | Duração total:                  | 16:44   |  |

| Britney Spears: In the Zone – CD de música bônus exclusivo versão internacional |                                                    | |                                 |         |  |
| N.º                                                                             | Título                                             | Compositor(es)                                                                                                | Produtor(es)                    | Duração |  |
| 1.                                                                              | "I've Just Begun (Having My Fun)"                  | Britney Spears Michelle Bell Christian Karlsson Pontus Winnberg Henrik Jonback                                | Bloodshy & Avant Steven Lunt    | 3:23    |  |
| 2.                                                                              | "Girls and Boys"                                   | Linda Perry                                                                                                   | Perry                           | 3:43    |  |
| 3.                                                                              | "Toxic" (Lenny Bertoldo Radio Mix)                 | Cathy Dennis Karlsson Winnberg Jonback                                                                        | Bloodshy & Avant Lenny Bertoldo | 3:32    |  |
| 4.                                                                              | "Me Against the Music" (Bloodshy & Avant Chix Mix) | Spears Madonna Christopher "Tricky" Stewart Thabiso "Tab" Nkhereanye Penelope Magnet Terius Nash Gary O'Brien | Bloodshy & Avant                | 5:16    |  |
| Duração total:                                                                  | Duração total:                                     | Duração total:                                                                                                | Duração total:                  | 15:55   |  |

## Desempenho nas tabelas musicais
No dia 11 de março, o vídeo foi certificado duplo de platina pela Recording Industry Association of America (RIAA) por vender 200 mil cópias do DVD. Também foi certificado de ouro pela Australian Recording Industry Association (ARIA) por vender mais de 7.500 cópias. In the Zone também foi certificado de platina pela Cámara Argentina de Productores de Fonogramas y Videogramas (CAPIF) por vender cerca de 30 mil cópias. No Brasil, o DVD foi certificado de ouro pela Associação Brasileira dos Produtores de Discos (ABPD) por vender cerca de 25 mil cópias. No dia 1 de junho de 2005, o vídeo foi certificado de ouro pela Asociación Mexicana de Productores de Fonogramas y Videogramas (AMPROFON) por vender cerca de 10 mil cópias. In the Zone também foi certificado de ouro na França por vender 15 mil cópias. No Japão, In the Zone atingiu um pico de número 7 no chart Oricon DVD Top 100 e permaneceu na parada por 29 semanas.
| Chart (2004)          | Melhor posição |
| --------------------- | -------------- |
| Brasil Top 100 DVD    | 1              |
| Billboard Hot 100 DVD | 1              |
| Top 30 DVD            | 3              |
| Oricon DVD Chart      | 7              |
| Australian DVD Chart  | 2              |
| French DVD Chart      | 1              |

| País           | Empresa  | Certificado | Vendas  |
| -------------- | -------- | ----------- | ------- |
| Brasil         | ABPD     | Ouro        | 25,000  |
| Argentina      | CAPIF    | Platina     | 30,000  |
| Estados Unidos | RIAA     | 2× Platina  | 200,000 |
| Austrália      | ARIA     | Ouro        | 7,500   |
| França         | SNEP     | Platina     | 15,000  |
| México         | AMPROFON | Ouro        | 10,000  |